# Ursulabüste

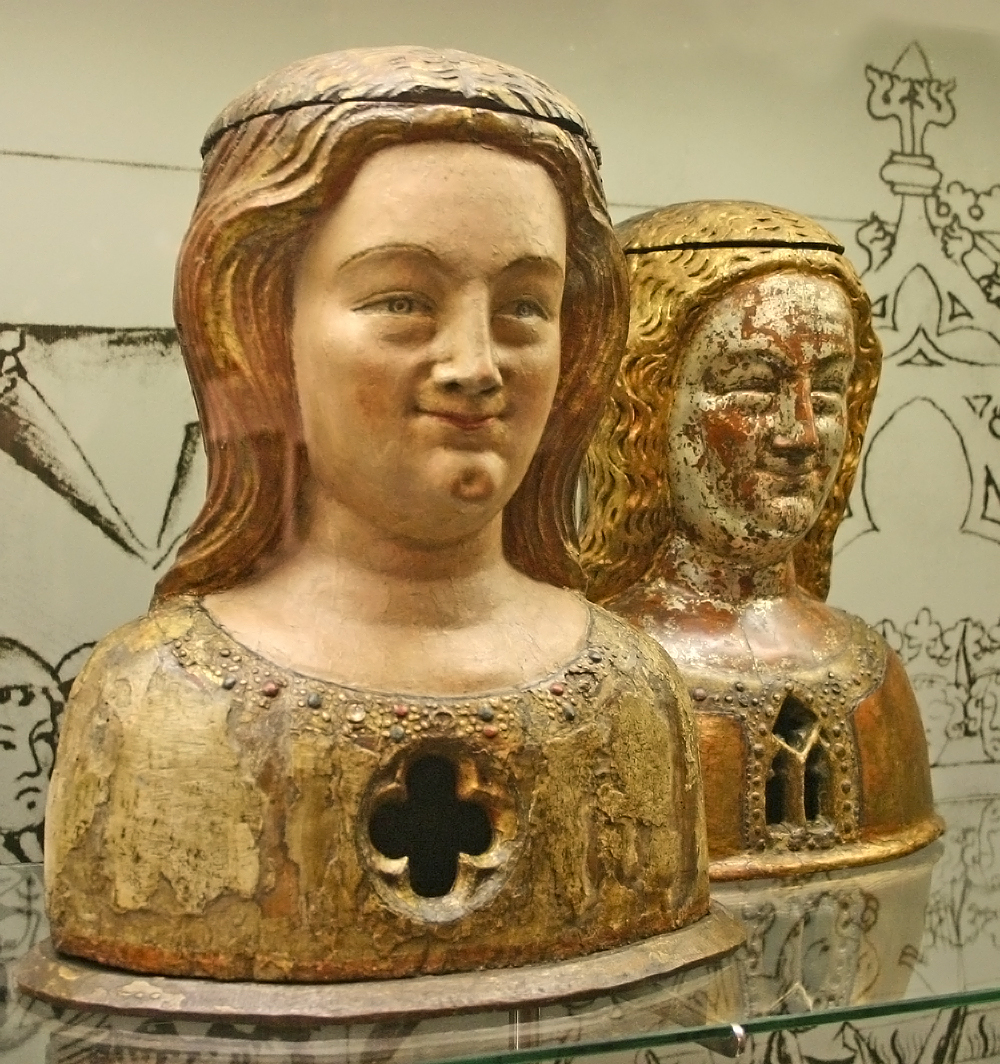
Zwei Ursulabüsten aus dem Museum Schnütgen als Dauerleihgabe im Kölnischen Stadtmuseum

Eine Ursulabüste ist eine Form der mittelalterlichen Reliquienbüste, die um 1300 bis 1450 in Köln im Zusammenhang mit dem Kult um die Heilige Ursula und ihre vermeintlich 11.000 Gefährtinnen in großer Zahl hergestellt worden ist. Die Büsten sind mehrheitlich aus Holz gefertigt, in der Frühzeit des Kults gab es auch eine Reihe von Büsten aus Edelmetall oder mit Blechbeschlag. Sie sind hohl und mit einem abnehmbaren Kopfdeckel ausgestattet, um Gebeine aufnehmen zu können. Im Brustkorb, in dem zusätzlich zum Schädelknochen weitere Gebeine aufbewahrt wurden, befindet sich oftmals eine Schauöffnung.

## Ursprung
Reliquiare in Kopf- oder Büstenform sind seit dem 9. Jahrhundert nachweisbar; sie gingen auf einen Brauch zurück, dem Behälter einer Reliquie die Form des aufbewahrten Körperteils zu geben. Diese Tradition hatte ihren Ursprung im Verbot, Reliquien ohne Behältnis zu zeigen. So gab es auch Reliquienbehälter in Fuß- oder Armform.
In Köln nahm die Verehrung der Heiligen Ursula im 13. Jahrhundert deutlich zu, nachdem große Gräberfelder römischen Ursprungs entdeckt worden waren. Die Gebeine interpretierte man als diejenigen der von elf auf die Zahl von 11.000 angewachsenen Gefährtinnen der Ursula und war plötzlich reich mit Reliquien „gesegnet“. So besaß etwa allein das Ursulastift rund 1800 Schädel, im Kloster Altenberg zählte man 1200. Die daraufhin zahlreich nach Köln reisenden Pilger waren vielfach Abnehmer von Ursulabüsten. Ein päpstliches Ausfuhrverbot der Ursula-Reliquien gegen Ende des 14. Jahrhunderts dämpfte den schwunghaften Handel.

## Formen und Material

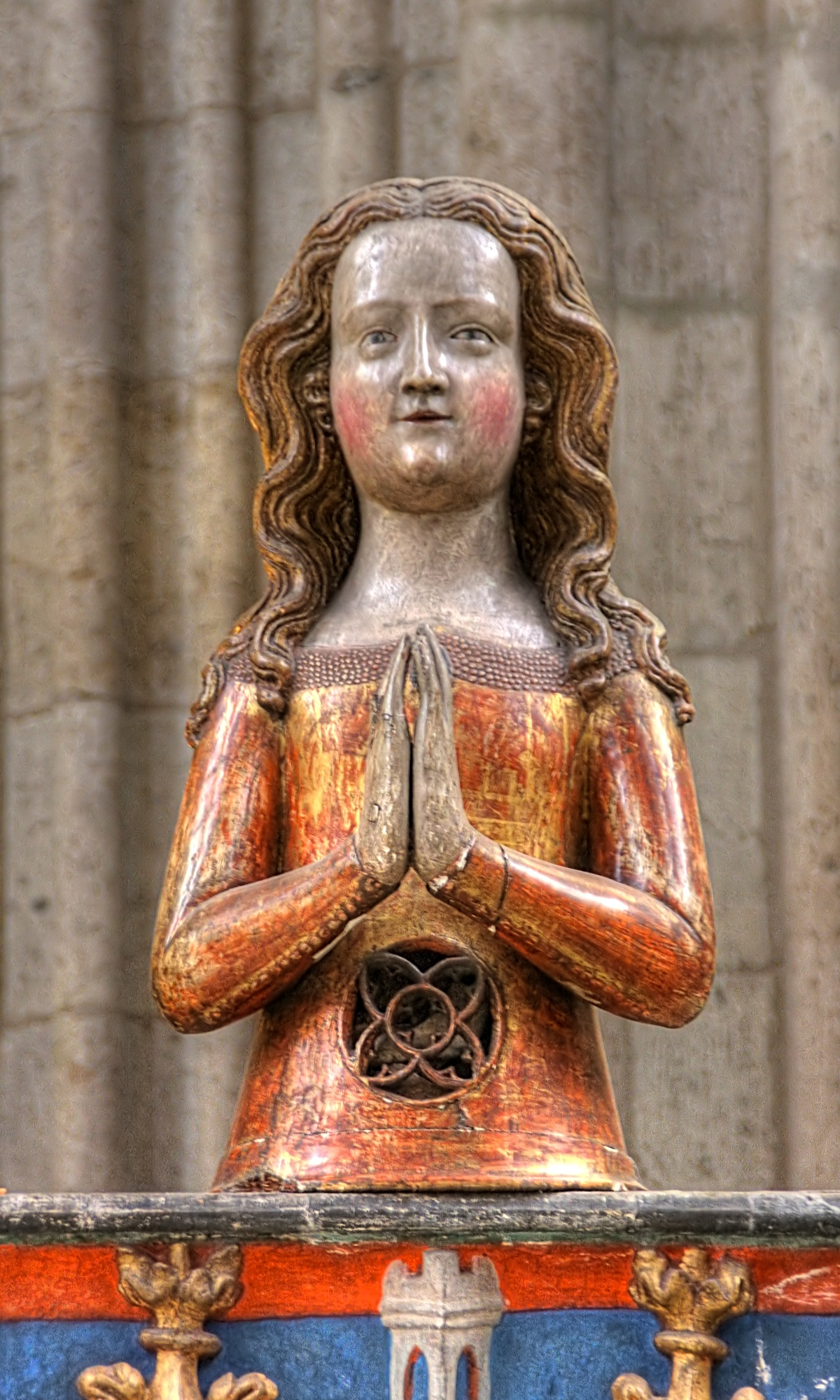
Ursulabüste mit Schultern und Armen in der Basilika St. Ursula in Köln

Die Büsten wurden zweckmäßig gefertigt, der Kopf musste groß genug sein, um einen Schädel aufnehmen zu können, der Hohlraum des Brustkorbs nahm weitere Knochen auf. Diese konnten von außen durch Öffnungen im Brustraum angeschaut werden, wodurch das päpstliche Verbot umgangen wurde und den Wünschen des religiösen Publikums Rechnung getragen werden konnte.
Man unterscheidet zwei Grundformen: Während die meisten Büsten unterhalb der Brust enden, gibt es einige mit Schulter- und Armansatz, die bis zur Hüfte geformt sind. Je nach Form finden sich Größen von 25 bis 76 Zentimetern. Um die Proportionen zu erhalten, einen Schädelknochen aber dennoch in der Büste unterzubringen, wurde der Kopf der Büste nach hinten vergrößert.
Als Material der Holzbüsten diente meist Nussbaum- oder Eichenholz, die Deckel im Schädel waren aus weicherem Holz und mit einem Scharnier am Hinterkopf befestigt. Formen bis hin zu Haaren und Augen waren detailreich geschnitzt. Als Fassung diente ein mehrschichtiger Kreideauftrag, darauf Pigmentschichten (Bolus) in verschiedenen Farben für Gesicht und Haare. Man kann Typen mit naturalistischem, fleischfarbenem Gesicht und solche mit versilbertem Gesicht unterscheiden. Den Abschluss bildete eine Vergoldung von Gewand und Haaren, wobei Blattgold und Goldfirnis zum Einsatz kamen.

## Kunstgeschichtliche Bedeutung
Die handwerkliche Qualität der Büsten ist unterschiedlich, gilt aber durchweg als gutes Niveau figürlicher Plastik. Die kunstgeschichtliche Bedeutung liegt in der großen Anzahl der über einen bekannten Zeitraum und in einem lokal eng begrenzten Radius entstandenen und erhaltenen Stücke, wodurch ein genauer Stilvergleich und Rückschlüsse auf andere figürliche Plastik der Epoche und Region möglich werden.
In seiner umfangreichen Arbeit zu den Ursulabüsten unterscheidet Oskar Karpa 1934 in einem Bestand von 150 Büsten 17 Typen, die er unterschiedlich datiert. Die Entwicklung geht dabei von einem sehr „stilisierten“, vergeistigten Gesichtsausdruck bis hin zu einem eher naturalistischen Bild eines „frischen, kölnischen Mädchens“, das dem damaligen Schönheitsideal mit hoher Stirn, schmaler gerader Nase und kleinem Mund entspricht.

## Vorkommen

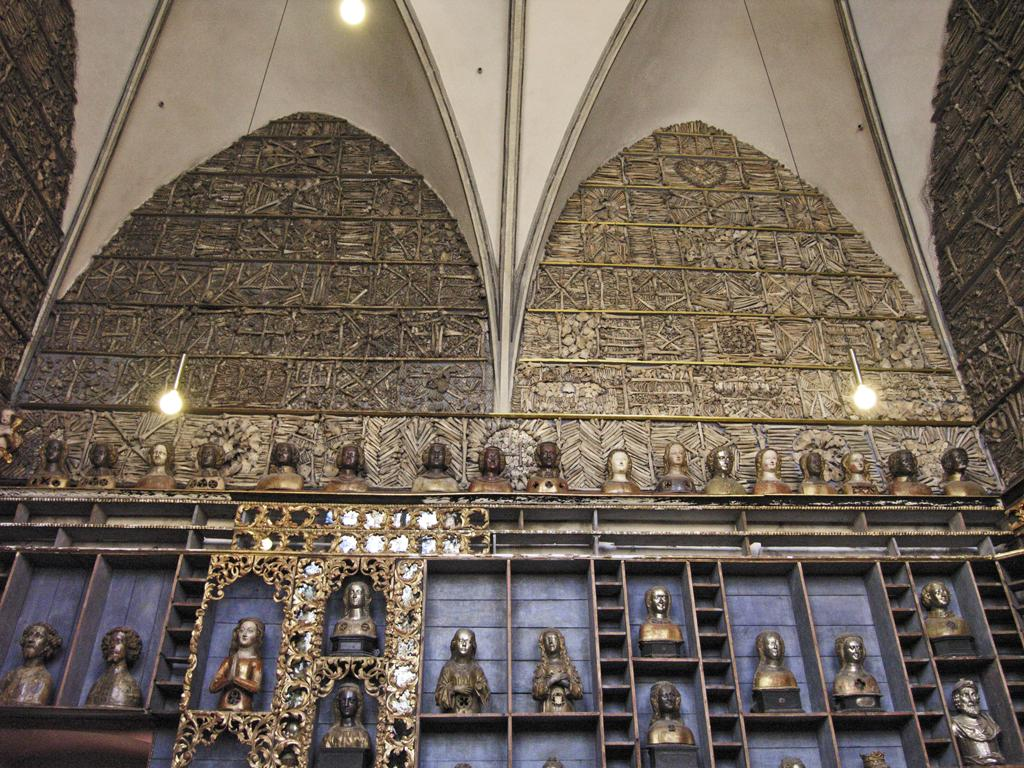
Goldene Kammer in St. Ursula in Köln

In der romanischen Kölner St. Ursula-Kirche, dem Zentrum der Ursulaverehrung, werden heute noch 120 Ursulabüsten aufbewahrt, die meisten davon in der so genannten Goldenen Kammer, wo noch eine große Zahl weiterer Gebeine lagert. Etwa dreißig Ursulabüsten sind im Besitz des Museums Schnütgen; zwei davon als Dauerleihgabe im Kölnischen Stadtmuseum. Einzelne Büsten sind bis heute in ganz Europa zu finden.